# Сундгрен, Даниэль
Даниэль Андреас Сундгрен (швед. Daniel Andreas Sundgren; Пустой шаблон {{ВД-Преамбула}} ) — шведский футболист, защитник греческого «Волоса».

## Клубная карьера
Является воспитанником АИК. В 2008 году на правах аренды выступал за «Тебю» в третьем дивизионе. Затем перешёл в «Весбю Юнайтед». В феврале 2012 года подписал двухлетнее соглашение с «Дегерфорсом». В его составе провёл четыре сезона в Суперэттане. В ноябре 2015 года вернулся в АИК. В его составе 28 апреля 2016 года в игре с «Хельсингборгом» дебютировал в чемпионате Швеции.
Летом 2019 года Сундгрен отправился в Грецию, где подписал контракт с «Арисом» из Салоников. Первую игру за клуб провёл 24 августа против ОФИ. За три сезона в команде принял участие в 73 матчах чемпионата, в которых забил один мяч. В июне 2022 года перебрался в «Маккаби» из Хайфы. Спустя два сезона после окончания контракта покинул клуб и вернулся в греческий чемпионат, где стал игроком «Волоса».
В феврале 2025 года стало известно, что летом после окончания контракта Сундгрен покинет греческую команду и вернется в «Дегерфорс», с которым подписал контракт на два с половиной года.

## Карьера в сборной
27 августа 2021 года впервые был вызван в национальную сборную Швеции на отборочные матчи чемпионата мира против Испании и Греции, а также товарищескую игру с Узбекистаном. Дебютировал в её составе 5 сентября в матче с Узбекистаном, появившись на поле на 62-й минуте вместо Маттиаса Юханссона.

## Личная жизнь
Отец, Гари Сундгрен, также в прошлом профессиональный футболист, выступал за национальную сборную Швеции, участник чемпионата Европы 2000 года.

## Достижения
АИК
- Чемпион Швеции: 2018
- Серебряный призёр чемпионата Швеции: 2016, 2017

Маккаби Хайфа
- Чемпион Израиля: 2022/23
- Серебряный призёр чемпионата Израиля: 2023/24
- Обладатель суперкубка Израиля: 2024

## Статистика в сборной
| Матчи и голы Даниэля Сундгрена за национальную сборную Швеции | Матчи и голы Даниэля Сундгрена за национальную сборную Швеции | Матчи и голы Даниэля Сундгрена за национальную сборную Швеции | Матчи и голы Даниэля Сундгрена за национальную сборную Швеции | Матчи и голы Даниэля Сундгрена за национальную сборную Швеции | Матчи и голы Даниэля Сундгрена за национальную сборную Швеции |
| №                                                             | Дата                                                          | Оппонент                                                      | Счёт                                                          | Голы                                                          | Соревнование                                                  |
| ------------------------------------------------------------- | ------------------------------------------------------------- | ------------------------------------------------------------- | ------------------------------------------------------------- | ------------------------------------------------------------- | ------------------------------------------------------------- |
| 1                                                             | 5 сентября 2021                                               | Узбекистан                                                    | 2:1                                                           | 0                                                             | Товарищеский матч                                             |
| 2                                                             | 24 сентября 2022                                              | Сербия                                                        | 1:4                                                           | 0                                                             | Лига наций УЕФА 2022/2023                                     |
| 3                                                             | 16 июня 2023                                                  | Новая Зеландия                                                | 4:1                                                           | 0                                                             | Товарищеский матч                                             |

Итого:3 матча и 0 голов; 2 победы, 0 ничьих, 1 поражение.